# Фортеця Абулі
Фортеця Абулі (груз. აბულის ციხე, латиніз.: tr) — мегалітична споруда бронзової доби в Ахалкалакському муніципалітеті південного грузинського мхаре Самцхе-Джавахеті. Циклопічна кладка, побудована з плоских каменів з використанням техніки сухої кладки, знаходиться на південному схилі гори — згаслого вулкану — Патара Абулі, на висоті 2670 м над рівнем моря, в горах Малого Кавказу, на південний схід від озера Паравані. Піший похід до фортеці Абулі варто починати з села Гандзані (груз. განძანი); для цього необхідно йти на північний захід, орієнтуючись на гору Патара Абулі. Фортеця внесена до списку Культурних пам'яток національного значення Грузії.

## Архітектура

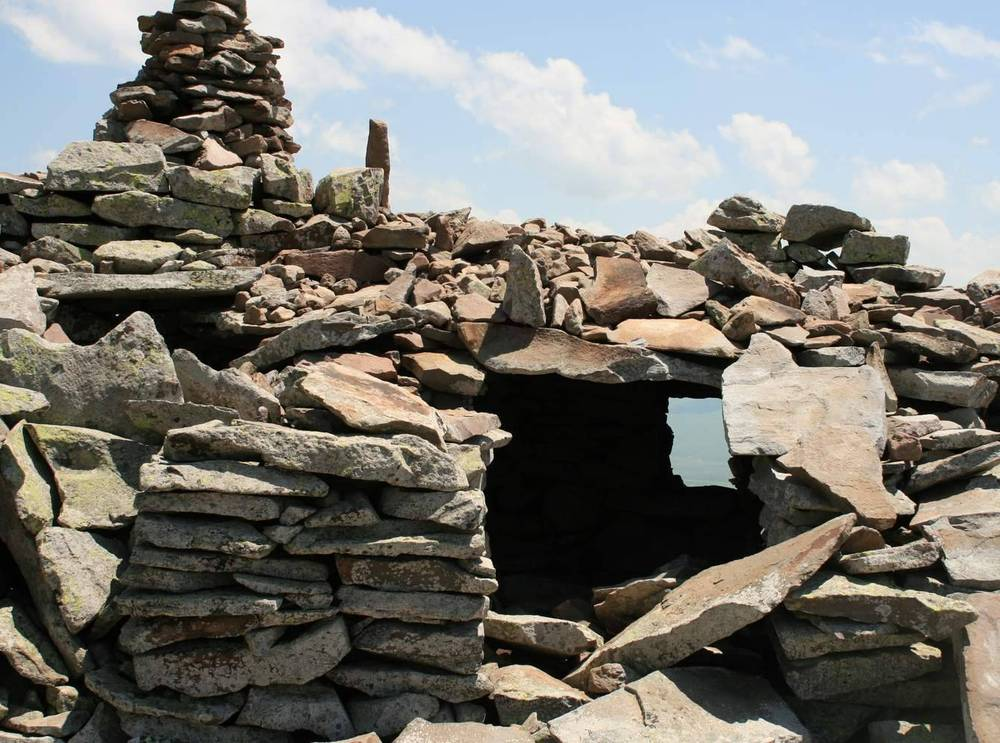
Мегалітична фортеця Абулі

Фортеця Абулі, по-місцевому відома також як Короґлі (від тюркського Короґлу), має багато спільних властивостей із фортецею Шаорі — іншим великим городищем циклопічної форми, який стратегічно розташований в районі озера Паравані.
Фортеця Абулі — це велика і складна споруда, побудована з вулканічних базальтових блоків висотою 3-5 метрів, без використання розчину. Вона складається з центральної укріпленої території, до якої входить «цитадель» площею 60 × 40 метрів. До центральної території можна зайти через два входи: з півдня та сходу. Жилі будівлі або укриття різної величини та форми, іноді організовані в два-три рівні, складають так звану «житлову зону» і простягаються на схід від «цитаделі».

## Археологічні дані
В Абулі й Шаорі не проводилося ніяких археологічних розкопок, що ускладнює точне датування та приписування пам'ятки якійсь конкретній культурі. Взагальному поширення циклопічних фортець є археологічним свідченням соціальних змін на Південному Кавказі в середньо-пізню бронзову добу, що відображає соціальну диференціацію і появу владних еліт. Ці фортеці зазвичай будувались на крутих схилах гір. Розподіл поселень і культурний матеріал свідчать про те, що особи, які керували цими фортечними спорудами, здійснювали контроль над орними землями й ресурсами, але вони, можливо, також забезпечували економічні та оборонні функції для своїх територій в глиб регіону. У вересні 2019 року органами культури Грузії було розпочато багаторічний археологічний дослідницький проект для подальшого вивчення та збереження мегалітичних комплексів країни, в тому числі в Абулі, Шаорі, Авранло та Самебі.